# Jean-Hugues Anglade
Cet article possède des paronymes, voir Jean Anglade et Jean-Baptiste Anglade.
Pour les articles homonymes, voir Anglade (homonymie).
Jean-Hugues Anglade, né le 29 juillet 1955 à Thouars dans les Deux-Sèvres, est un acteur français. Il a également écrit et réalisé un long métrage, Tonka. Il a reçu le César du meilleur acteur dans un second rôle pour La Reine Margot.

## Biographie

### Famille, formation et débuts
Jean-Hugues Anglade naît à Thouars d'un père vétérinaire et d'une mère assistante sociale.
Il entre au Conservatoire national supérieur d'art dramatique de Paris (promotion 1980), où il suit les cours d'Antoine Vitez. Cela lui permet, notamment, de faire une première apparition à la télévision en 1980 dans une adaptation par Michel Favart de La Peau de chagrin d'Honoré de Balzac.

### Carrière
En 1983, Jean-Hugues Anglade joue dans L'Homme blessé de Patrice Chéreau, un rôle qui le révèle au grand public. Il joue ensuite dans La Diagonale du fou (1984) de Richard Dembo puis dans Subway (1985) de Luc Besson et 37°2 le matin (1986) de Jean-Jacques Beineix, ce dernier film étant nommé à l'Oscar du Meilleur film étranger. Il tourne dans Nocturne indien (1989) d'Alain Corneau puis retrouve Luc Besson dans Nikita (1990), et joue dans Nuit d'été en ville (1990) de Michel Deville.
En 1993, il s'essaie à la comédie avec Les Marmottes, tourne aux États-Unis le film Killing Zoe (1994) et fait une prestation remarquée dans La Reine Margot (1994) de Patrice Chéreau, rôle pour lequel il est récompensé par le César du meilleur acteur dans un second rôle en 1995.
En 1996, il passe à la réalisation avec Tonka, film où il dirige sa compagne Pamela Soo, sans grand succès. Il connaît ensuite une traversée du désert professionnelle, et interprète quelques seconds rôles. En 1997, il joue dans Risque maximum de Ringo Lam aux côtés de Jean-Claude Van Damme.
En 2001, il retrouve Jean-Jacques Beineix dans Mortel transfert, qui s'avère un échec commercial. En 2004, il joue dans Taking lives, destins violés de D. J. Caruso aux côtés d'Angelina Jolie, Ethan Hawke et Kiefer Sutherland.

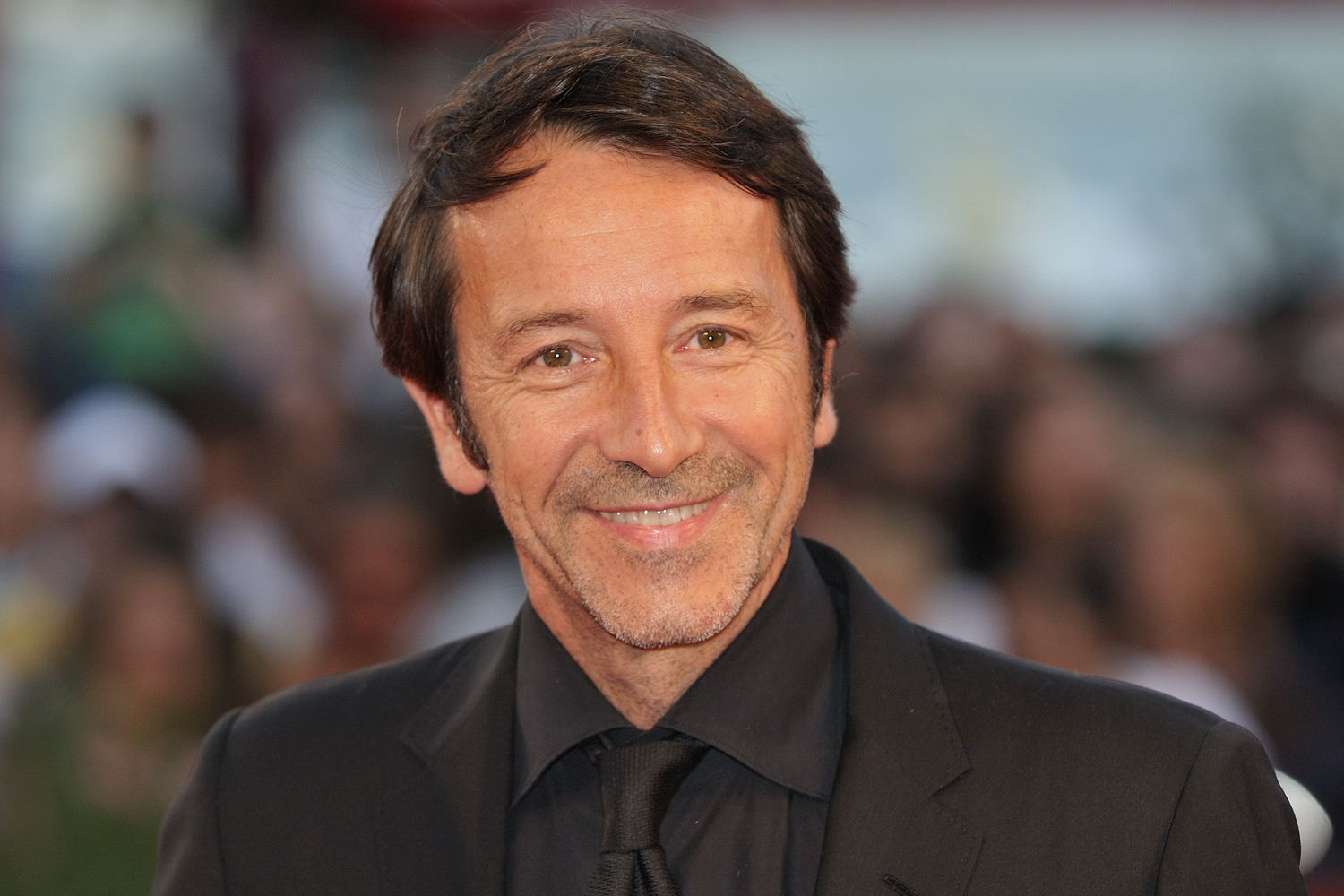
Jean-Hugues Anglade à la Mostra de Venise 2009.

En 2009, il revient au premier plan à la télévision dans les séries Sous les vents de Neptune sur France 2 et Braquo sur Canal+. La même année il retrouve Patrice Chéreau avec le film Persécution.
En 2019, il est nommé au César du meilleur acteur dans un second rôle pour Le Grand Bain, film qui a obtenu un grand succès fin 2018.

### Vie privée
Jean-Hugues Anglade a été marié, de 1996 à 2000, à l'actrice mauricienne Pamela Soo, l'interprète aux côtés de Marisa Berenson du long-métrage Tonka.
Il est le père de deux garçons, nés en 2001 et 2002, issus de son union avec Mali Lecomte.
En 2001, dans l'émission de télévision Tout le monde en parle présentée par Thierry Ardisson, il révèle de façon assez inattendue avoir été violé à l'âge de 13 ans par un pédophile, à la suite d'une plaisanterie (coupée au montage) de Laurent Baffie, coprésentateur de l'émission,.
Le 21 août 2015, l'acteur est un des passagers du train Thalys dans lequel est déjoué un attentat islamiste. Par la suite, il critique publiquement l'attitude du personnel du train, qui selon lui a abandonné les passagers pour se cacher,,,,. L'hebdomadaire Le Point remet en cause la pertinence de son propos, et un contrôleur de train la véracité de son témoignage,. Le 23 août 2015, à l'issue de sa rencontre avec la directrice générale de la société Thalys, Agnès Ogier, et le président de la SNCF, Guillaume Pepy, un communiqué de presse conjoint indique que son témoignage, comme celui des autres passagers, sera pris en compte dans l’enquête interne menée par Thalys,,.

## Filmographie

### Acteur

#### Cinéma

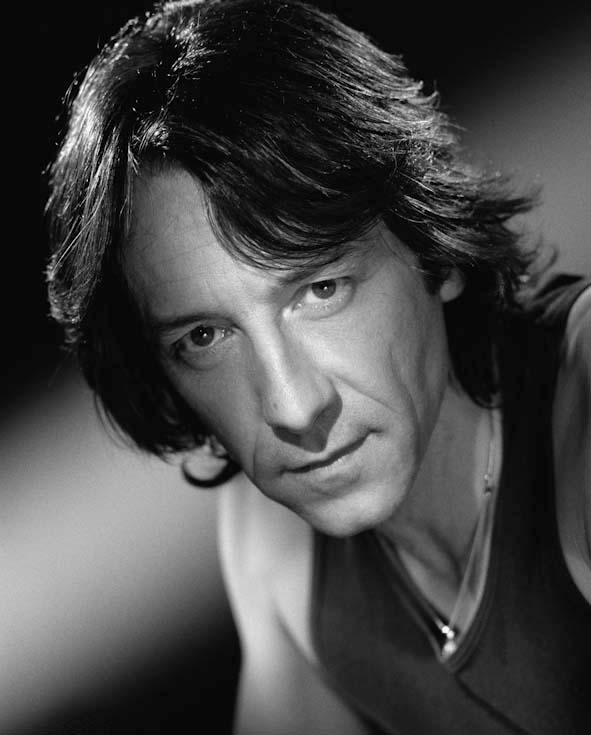
Jean-Hugues Anglade en 2004, photographié par le Studio Harcourt.

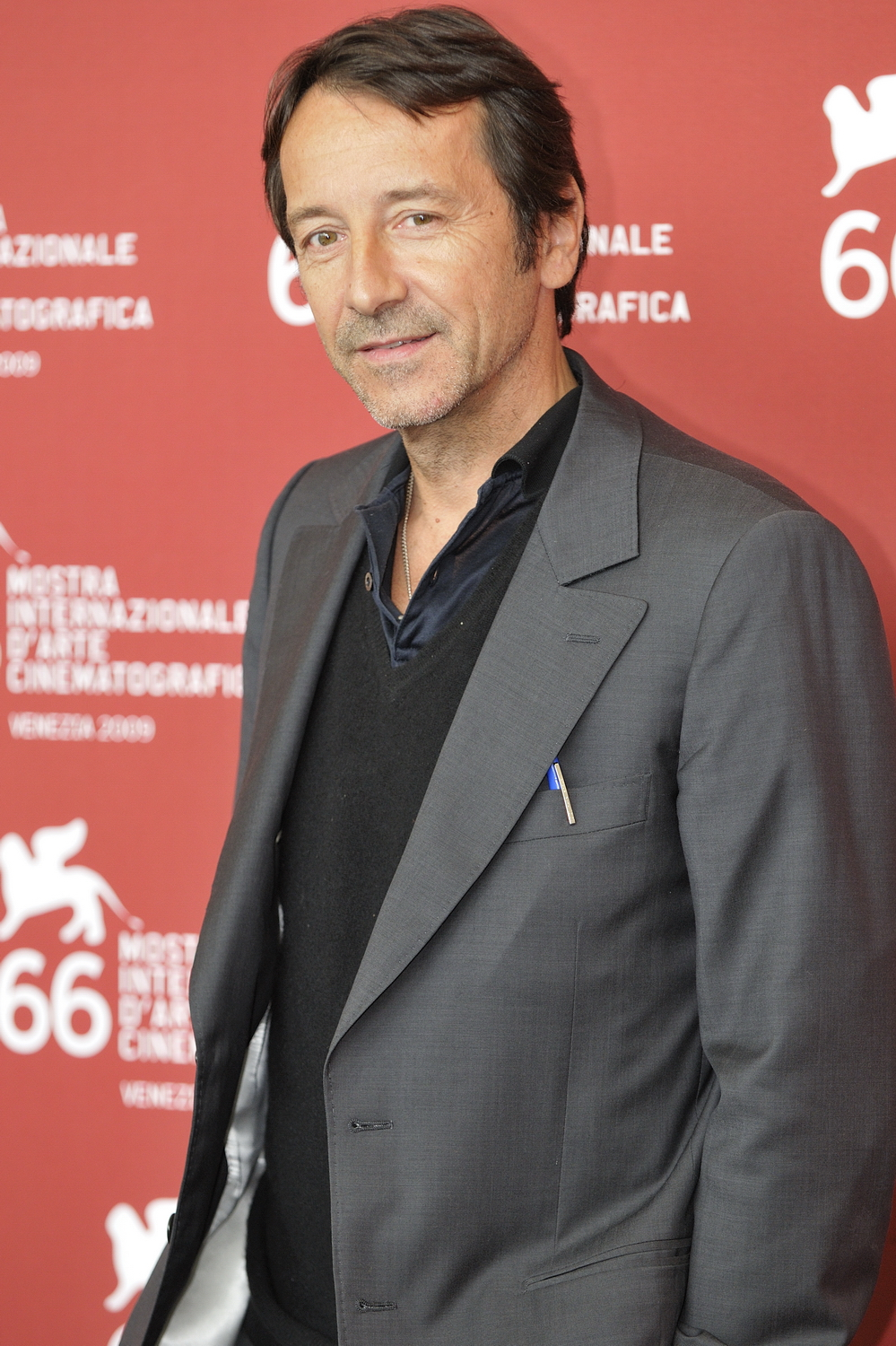
Jean-Hugues Anglade à la Mostra de Venise 2009.

##### Années 1980
- 1982 : L'Indiscrétion de Pierre Lary : Jean-François
- 1983 : L'Homme blessé de Patrice Chéreau : Henri
- 1984 : La Diagonale du fou de Richard Dembo : Miller
- 1985 : Subway de Luc Besson : le Roller
- 1985 : Les Loups entre eux de José Giovanni : Richard Avakian
- 1986 : 37°2 le matin de Jean-Jacques Beineix : Zorg, l'amoureux passionné.
- 1987 : Maladie d'amour de Jacques Deray : Clément Potrel
- 1989 : Nocturne indien d'Alain Corneau : Rossignol/Xavier

##### Années 1990
- 1990 : Nikita de Luc Besson : Marco
- 1990 : Nuit d'été en ville de Michel Deville : Louis
- 1991 : Le Dimanche de préférence (La domenica specialmente), segment « Les Églises de bois » de Francesco Barilli : le motocycliste
- 1991 : Gawin d'Arnaud Sélignac : Nicolas/Gawin
- 1993 : Les Marmottes d'Élie Chouraqui : Stéphane
- 1994 : La Reine Margot de Patrice Chéreau : Charles IX
- 1994 : Années d'enfance de Roberto Faenza : le père
- 1994 : Killing Zoe de Roger Avary : Éric
- 1994 : Léon (version longue) de Luc Besson : un figurant
- 1995 : Les Cent et Une Nuits de Simon Cinéma d'Agnès Varda : lui-même
- 1995 : Dis-moi oui d'Alexandre Arcady : Stéphane Villiers
- 1995 : Nelly et Monsieur Arnaud de Claude Sautet : Vincent Granec
- 1996 : Les Menteurs d'Élie Chouraqui : Zac
- 1997 : Risque maximum de Ringo Lam : Sébastien
- 1997 : Tonka de Jean-Hugues Anglade : le sprinter
- 1997 : Les Affinités électives de Paolo et Vittorio Taviani : Edouardo
- 1999 : Le Prof d'Alexandre Jardin : Alexandre

##### Années 2000
- 2000 : En face de Mathias Ledoux : Jean
- 2000 : Princesses de Sylvie Verheyde : Simon
- 2001 : Mortel Transfert de Jean-Jacques Beineix : Michel Durand
- 2002 : Dark Summer de Gregory Marquette : Gérard Huxley
- 2002 : Sueurs de Louis-Pascal Couvelaire : Harvey
- 2002 : Le Plus Beau Jour de ma vie (Il più bel giorno della mia vita) de Cristina Comencini : Davide
- 2003 : Laisse tes mains sur mes hanches de Chantal Lauby : Jérôme
- 2003 : Il est plus facile pour un chameau... de Valeria Bruni Tedeschi : Pierre
- 2004 : Taking Lives : Destins violés de D. J. Caruso : Duval
- 2005 : L'Anniversaire de Diane Kurys : Alberto
- 2006 : Fata Morgana de Simon Gross : l'étranger
- 2006 : J'ai serré la main du diable (Shake Hands with the Devil) de Roger Spottiswoode : Bernard Kouchner
- 2007 : La Face cachée de Bernard Campan : Xavier
- 2008 : Borderline de Lyne Charlebois : Tcheky
- 2008 : Shanghaï 1976 (上海1976) de Hu Xueyang (zh) : Paul Xu
- 2008 : Ton prochain (Il prossimo tuo) d'Anne Riitta Ciccone : Jean-Paul
- 2009 : Villa Amalia de Benoît Jacquot : Georges
- 2009 : Persécution de Patrice Chéreau : le fou

##### Années 2010
- 2010 : Dans ton sommeil de Caroline du Potet et Eric du Potet : le mari de Sarah
- 2010 : Le Marquis de Dominique Farrugia : Jo
- 2011 : Mineurs 27 de Tristan Aurouet : Descharnes
- 2012 : The Ninth Cloud de Jane Spencer : Jonny
- 2012 : Amitiés sincères de François Prévôt-Leygonie et Stéphan Archinard : Paul
- 2013 : L'Autre Vie de Richard Kemp de Germinal Alvarez : Richard Kemp
- 2015 : Je suis un soldat de Laurent Larivière : Henri
- 2015 : Suburra de Stefano Sollima : le cardinal Berchet
- 2018 : Le Grand bain de Gilles Lellouche : Simon

##### Années 2020
- 2021 : Super-héros malgré lui de Philippe Lacheau : Michel Dugimont
- 2021 : Occhi blu de Michela Cescon : Murena
- 2021 : Alors on danse de Michèle Laroque : le maire
- 2023 : Vaincre ou mourir de Vincent Mottez et Paul Mignot : Albert Ruelle
- 2023 : Gueules noires de Mathieu Turi : Berthier
- 2025 : Temps mort de Jonas d'Adesky : Christian, le père de Lia

#### Doublage
- 2015 : Cafard de Jan Bultheel : Victor (voix)

#### Télévision
- 1977 : Un comique né de Michel Polac : l'acteur
- 1980 : La Peau de chagrin de Michel Favart
- 1981 : Les Amours des années grises, épisode La Colombe du Luxembourg de Dominique Giuliani : Hervé Le Brézec
- 1981 : La Randonnée de Georges Régnier : Jean-Marc
- 1983 : Par ordre du Roy, épisode Le Paravent de la princesse de Michel Mitrani : Lecocq jeune
- 1983 : Messieurs les jurés, épisode L'Affaire Crozet d'Alain Franck : Gaël Crozet
- 2002 : Les Soprano, saison 4, épisode 6 Everybody Hurts de Steve Buscemi : Jean-Philippe Colbert
- 2005 : Pas de ciel au-dessus de l'Afrique de Roland Suso Richter : Gordon Coburn
- 2006 : Gaspard le bandit de Benoît Jacquot : Gaspard de Besse
- 2007 : Myster Mocky présente, épisode Le Diable en embuscade de Jean-Pierre Mocky : Hervé
- 2007 : John Adams, épisode 3, Don't tread on me de Tom Hooper : le comte de Vergennes
- 2008 : Sous les vents de Neptune de Josée Dayan : Jean-Baptiste Adamsberg
- 2008 : A.D. La guerre de l'ombre de Laurence Katrian : le procureur Mattéi
- 2009 : L'Homme aux cercles bleus de Josée Dayan : Jean-Baptiste Adamsberg
- 2009 : L'Homme à l'envers de Josée Dayan : Jean-Baptiste Adamsberg
- 2009-2016 : Braquo d'Olivier Marchal et Frédéric Schoendoerffer : Eddy Caplan
- 2010 : Un lieu incertain de Josée Dayan : Jean-Baptiste Adamsberg
- 2011 : La Double Inconstance de Carole Giacobbi : le prince
- 2011 : Amoureuse de Nicolas Herdt : Martial Verdier
- 2011 : La Mauvaise Rencontre de Josée Dayan : Lou adulte
- 2011 : Rani d'Arnaud Sélignac : Philippe de Valcourt
- 2014 : Les Trois Silences de Laurent Herbiet : Philippe
- 2015 : Le Passager de Jérôme Cornuau : Mathias Freire
- 2017 : Marie de Bourgogne d'Andreas Prochaska : Louis XI
- 2018 : Capitaine Marleau, épisode Le Jeune homme et la mort de Josée Dayan : Alexandre Esckert
- 2018 : Versailles, saison 3 : l'Homme au masque de fer
- 2018 : Insoupçonnable d'Éric Valette : le préfet
- 2019 : Quand sort la recluse de Josée Dayan : Jean-Baptiste Adamsberg
- 2019 : Prise au piège de Karim Ouaret : Vincent Rivière
- 2022 : Visions d'Akim Isker : Gérald Chabasse
- 2022 : Hors saison : Markus Tanner
- 2023 : Cannes police criminelle de Camille Delamarre : Philippe Delmasse

### Réalisateur
- 1985 : making-of de Subway de Luc Besson
- 1997 : Tonka (réalisation et scénario)

## Théâtre

### Comédien
- 1977 : Marie Tudor de Victor Hugo, mise en scène Denise Chalem, Conservatoire national supérieur d'art dramatique
- 1980 : Bérénice de Racine, mise en scène Antoine Vitez, Théâtre Nanterre-Amandiers, Nouveau théâtre de Nice
- 1980 : L'Illusion comique de Corneille, mise en scène Pierre Romans, Théâtre de la Commune

### Metteur en scène
- 1980 : Scènes de chasse en Bavière de Martin Sperr, Espace Pierre Cardin
- 1984 : Great Britain d'après Edouard II de Christopher Marlowe, Théâtre Nanterre-Amandiers

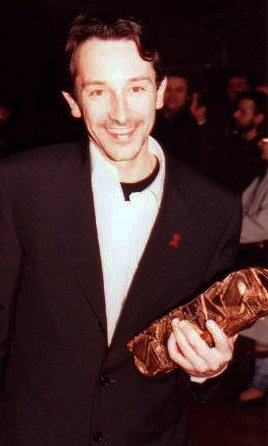
Jean-Hugues Anglade avec son trophée lors de la cérémonie des Césars 1995.

## Distinctions

### Récompenses
- Prix Jean-Gabin 1987
- César 1995 : César du meilleur acteur dans un second rôle pour La Reine Margot

### Nominations
- César 1984 : César du meilleur espoir masculin pour L'Homme blessé
- César 1986 : César du meilleur acteur dans un second rôle pour Subway
- César 1987 : César du meilleur acteur pour 37°2 le matin
- César 1990 : César du meilleur acteur pour Nocturne indien
- César 1996 : César du meilleur acteur dans un second rôle pour Nelly et Monsieur Arnaud
- César 2010 : César du meilleur acteur dans un second rôle pour Persécution
- César 2019 : César du meilleur acteur dans un second rôle pour Le Grand Bain

### Décoration
- Commandeur de l'ordre des Arts et des Lettres[23]

## Voix off
- 2000 : Champollion : Un scribe pour l’Égypte de Jean-Claude Lubtchansky

### Articles de presse
- « Se perdre de vue », entretien par Olivier Pélisson, 2015 [lire en ligne]
- Emmanuelle Litaud, « Anglade redevient Adamsberg », Le Figaro, 7 avril 2019, p. 11.
- Emmanuelle Litaud, « Anglade retrouve Adamsberg », Le Républicain lorrain, 10 avril 201, p. 27.